# Chris Bumstead
Christopher Adam Bumstead (Ottawa, 2 februari 1995), ook bekend als CBum, is een Canadese IFBB Pro League professionele bodybuilder. Hij maakte zijn competitieve debuut in 2014 en behaalde zijn IFBB Pro-kaart na het winnen van de 2016 IFBB North American Bodybuilding Championship. Nadat hij in 2017 en 2018 op de tweede plaats was geëindigd, werd hij in 2019 Mr. Olympia Classic Physique-kampioen en won hij zes opeenvolgende titels van 2019 tot 2024.
Naast zijn competitieve bodybuildingcarrière is Bumstead een grote online persoonlijkheid en post hij content die zich richt op zijn levensstijl en bodybuilding.

## Jeugd
Bumstead is geboren en getogen in Ottawa, Ontario. Op de middelbare school beoefende hij meerdere sporten, waaronder American Football, honkbal, basketbal en ijshockey. Hij begon met gewichtheffen op 14-jarige leeftijd en tussen zijn 14 en 17 ging zijn lichaamsgewicht van 77 naar 100 kilogram, waarbij zijn benen het meest groeiden. Hij studeerde aan de Dalhousie University in Halifax, Nova Scotia. Wanneer hij dacht dat hij een goed lichaam had opgebouwd, ontmoette Bumstead zijn eerste coach, de professionele bodybuilder Iain Valliere, die een relatie had met zijn zus.

## Carrière
Aanvankelijk, tijdens Bumstead's jeugd, zag hij bodybuilding slechts als hobby. Hij beoefende meerdere sporten, van voetbal tot honkbal, basketbal en ijshockey. Hierdoor ontwikkelde Bumstead een groeiende interesse in athleticisme en begon hij in zijn eerste jaar op de middelbare school met gewichtheffen. De vriend van zijn zus, Iain Valliere, zag Bumsteads potentieel en hielp hem zich voor te bereiden op de wedstrijden. Toen zijn doelen voor bodybuilding zich begonnen op te stapelen, "stond ik plotseling op de tweede plaats bij de Olympia", verklaarde hij. Bumsteads eerste bodybuildingshow was een regionale show in Ontario, waaraan hij deelnam met zijn zus, Melissa Valliere. Ze wonnen allebei het algemeen klassement, waarbij Bumstead als junior won. Na zijn eerste show raakte hij verliefd op de bodybuildingsport. Hij begon rechtstreeks met Iain samen te werken en wijdde zijn leven aan de sport.
Bumstead maakte zijn competitiedebuut in 2014 op 19-jarige leeftijd en behaalde zijn IFBB pro-kaart op 21-jarige leeftijd nadat hij het IFBB North American Bodybuilding Championship van 2016 had gewonnen. Hij maakte indruk op het publiek en de jury tijdens zijn eerste Mr. Olympia in 2017, toen hij de tweede plaats behaalde in de categorie Classic Physique. Zijn resultaten tijdens de Mr. Olympia-competitie van 2018 waren hetzelfde, hoewel zijn conditie slechter was dan het jaar ervoor. Bumstead werd vier weken voor de wedstrijd van 2018 in het ziekenhuis opgenomen omwille van ernstige vochtretentie. Hij bracht drie nachten door op de intensieve afdeling en kreeg een sterk diureticum om overtollig kalium uit zijn lichaam te spoelen vanwege een nierprobleem. Bumstead ging na zijn ontslag uit het ziekenhuis door met trainen, maar dit was een aanzienlijke tegenslag.
Bumstead was de winnaar van de Mr. Olympia-competities van 2019, 2020, 2021, 2022, 2023 en 2024. Dit maakt hem de huidige regerend kampioen in de Men's Classic Physique.
Op 13 september 2021 tekende Bumstead een contract met RAW Nutrition, een bekend Amerikaans supplementenbedrijf. Sindsdien heeft Bumstead zijn eigen reeks ontwikkeld, waarin hij fitnesssupplementen verkoopt, zoals pre-workouts en eiwitpoeders.
Op 19 oktober 2022 maakten Chris en Iain officieel bekend dat ze niet langer zouden samenwerken om zich te kunnen concentreren op hun eigen Mr. Olympia-shows. Bumstead's huidige coach is Hany Rambod.

## Wedstrijdgeschiedenis
- 2016 IFBB Noord-Amerikaanse kampioenschappen, zwaargewicht, 1e (verdiende IFBB pro-kaart)[14]
- 2016 IFBB Dayana Cadeau Classic, Classic Physique, 3e [15]
- 2017 IFBB Pittsburgh Pro, Classic Physique, 1e [16]
- 2017 IFBB Toronto Pro, Classic Physique, 1e [17]
- 2017 Mr. Olympia, Classic Physique, 2e [9]
- 2018 Mr. Olympia, Classic Physique, 2e [10]
- 2019 Mr. Olympia, Classic Physique, 1e [12]
- 2020 Mr. Olympia, Classic Physique, 1e [12]
- 2021 Mr. Olympia, Classic Physique, 1e [18]
- 2022 Mr. Olympia, Classic Physique, 1e [19]
- 2023 Mr. Olympia, Classic Physique, 1e [20]
- 2024 Mr. Olympia, Classic Physique, 1e [21]